# Michael Stöckigt
Michael Stöckigt (* 1957 in Berlin) ist ein deutscher Dirigent, Komponist und Pianist.

## Leben
Stöckigt stammt aus einer Musikerfamilie. Sein Vater, der Pianist Siegfried Stöckigt, hat ihn schon früh musikalisch gefördert. Er besuchte von 1968 bis 1974 die Hanns-Eisler-Spezialschule für Musik Berlin. Bald beschäftigte er sich mit Komponieren. Bereits während seiner Ausbildungszeit wurden Werke von ihm aufgeführt. Ab 1973 war er Meisterschüler für Komposition bei Günter Kochan. Dieser betreute ihn während seines Studiums (Komposition, Dirigieren und Klavier) von 1974 bis 1979 an der Hochschule für Musik „Hanns Eisler“ Berlin.
Seit 1982 arbeitet er als freischaffender Komponist und Pianist (auch Cembalist und Organist). In den Jahren 1984 und 1985 nahm er an der Internationalen Sommerakademie für Alte Musik in Innsbruck teil. Er trat von 1983 bis 1989 mit Egon Morbitzer (Violine) und Karl-Heinz Schröter (Violoncello) im Kammermusikensemble auf. Seit 1989 spielt er im Duo mit Sylvio Krause (Violine). Gastspiele führten Stöckigt durch Europa und nach Syrien. 1987 dirigierte er beim Dirigentenkurs von Kurt Sanderling in Weimar. Von 1993 bis 2006 war er Korrepetitor bei der Europäischen Musikakademie Bonn. Während dieser Zeit arbeitete er u. a. mit Aurèle Nicolet, Judith Beckmann, Ana Chumachenco und Agnes Giebel zusammen.
Inzwischen werden viele Werke von Michael Stöckigt aufgeführt und bei Internationalen Wettbewerben mit Preisen ausgezeichnet, so in Australien, Österreich und in Italien. Seine Kompositionen wurden u. a. durch das Leipziger Consort, die Dresdner Philharmonie und das Berliner Sinfonie-Orchester aufgeführt. Darüber hinaus ist er Dozent für Tonsatz, Gehörbildung und Partiturspiel an der Hochschule für Musik „Hanns Eisler“ Berlin und seit 1996 für Kammermusik und Korrepetition an der Hochschule für Musik und Theater Rostock.

## Auszeichnungen
- Erster Preis beim Internationalen Kompositionswettbewerb ISME in Australien (1974)
- Preisträger beim Internationalen Kompositionswettbewerb „Citta di Triest“ in Italien (1979)
- Preisträger beim Internationalen Kompositionswettbewerb Wien (1981)
- Mendelssohn-Stipendium des Ministeriums für Kultur der DDR (1978/79, 1983/84)
- Stipendium des Künstlerhauses Schloss Wiepersdorf (1996)

## Diskographie (Auswahl)
- Meisterwerke für Fagott (NCA, 1997)[3] mit Akio Koyama und Iva Návratová
- Edvard Grieg: Sonaten für Violine und Piano (Edel Classics, 2003)[4] mit Egon Morbitzer
- Ensemble Sortisatio (Querstand, 2004)[5] mit dem Ensemble Sortisatio